# University (contea di Hillsborough, Florida)
University è un CDP degli Stati Uniti d'America, situato nello Stato della Florida, nella contea di Hillsborough.